# 貝氏鏢鱸
貝氏鏢鱸為輻鰭魚綱鱸形目鱸亞目河鱸科的其中一種，分布於美國肯塔基河上游及Cumberland河上游流域，體長可達5.6公分，棲息在沿石底質的水塘、溪流，屬肉食性，以水生昆蟲為食。